# Suzie Landells
Suzie Landells (n. 12 decembrie 1964, Queensland, Australia) este o înotătoare ce a reprezentat Australia, medaliată olimpică. A participat la o ediție a Jocurilor Olimpice (1984) în care a câștigat o medalie de argint.

## Participări
Lista de mai jos prezintă principalele competiții la care a participat Suzie Landells de-a lungul carierei.
- Jocurile Olimpice de vară din 1984